# Umhausen
Umhausen je obec v Rakousku ve spolkové zemi Tyrolsko v okrese Imst. Skládá se z řady vesniček roztroušených v údolí Ötztal. V obci žije přibližně 3 400 obyvatel. K 1. lednu 2011 zde žilo 3078 obyvatel, k 1. lednu 2018 pak 3220 obyvatel.

## Geografie

### Poloha
Obec Umhausen leží v rozšiřujícím se údolí Ötztalu. Je tvořena roztroušenými vesnicemi a osadami. Centrum obce leží na náplavovém kuželu potoka Horlachbach, který opakovaně způsoboval sesuvy půdy (bahenní toky). Na západě jsou Ötztalské Alpy a na východě obec hraničí s masivem Stubaiských Alp (vesnice Niederthai) nebo v něm leží. Vrcholy obou pohoří jsou místy vysoké přes 3000 m a na některých místech jsou zaledněné. Ötztalské Alpy jsou největším masivem ve Východních Alpách. Nejnižší bod katastrálního území je v 920 m n. m. nedaleko Tumpenu, nejvyšší v 3228 metrech na vrcholu Strahlkogelu. Do území obce zčásti spadá i 3007 metrů vysoký Acherkogel, nejseverněji položená alpská třítisícovka.
Obec má rozlohu 137,42 km², z toho 3,6 % připadá na zemědělskou půdu, 25 % tvoří alpské louky, 28,2 % lesy a 41,6 % vysokohorské (skalní) oblasti. Z celkové plochy je šest procent území osídleno.

### Části obce
Obec se skládá z šesti částí: Farst, Köfels, Niederthai, Östen, Tumpen a Umhausen. 

### Sousední obce
Obec sousedí
| Roppen                  | Oetz Sautens Silz |                         |
| Jerzens                 |                   | St. Sigmund im Sellrain |
| St. Leonhard im Pitztal | Längenfeld        |                         |

## Historie
Mýtiny po žďáření v oblasti Fundusalmu v nadmořské výšce 1940 m lze datovat do období kolem roku 7400 př. n. l. Umhausen, který se nachází na druhé údolní úrovni Ötztalu, je považován za nejstarší trvalé osídlení v údolí. Údolí Hairlachtal, kde se dnes nachází Niederthai, však bylo osídleno dříve než nehostinná kotlina Umhausenu, kterou ohrožovaly bahenní proudy a ledovcové erupce. Farst je také považován za starou sídelní oblast; ještě v době Ötziho zde byla pole, která byla mýcena a žďářena.
Pravděpodobně kolem roku 1000 n. l. se v údolní kotlině, která byla zpočátku využívána k pastvě, usadili bavorští přistěhovalci. První písemné zprávy z této oblasti pocházejí z 12. století. Vyprávějí o Schwaighöfe v Nidirtaige, který platil úroky klášteru Ottobeuren. První písemná zmínka o Umhausenu je v urbáři hraběte Menharda II. z roku 1288, kde je uváděna jako Vmbehvsen. Název pochází ze starohornoněmeckého umbihus (správní středisko zeměpána). 
Území obce byly opakovaně postihovány bahenními toky a záplavami. V roce 1678 výbuch ledovce a v roce 1762 velký sesuv půdy si vyžádaly velké oběti na životech a způsobily velké materiální škody.
Umhausen byl střediskem pěstování lnu, na což dodnes odkazuje modrý květ lnu ve znaku. Modrá vlna ve znaku představuje vodopády Stuibenfall. Ve druhé polovině 20. století se hlavní výroba obce přesunula od zemědělství k dvousezónnímu pohostinství.

## Ötzi-Dorf
Ötztalský spolek pro prehistorické stavby a místní historii se sídlem v Umhausenu založil v roce 2001 ve spolupráci s obcí Umhausen a pod vědeckým vedením Univerzity v Innsbrucku (Archeologický ústav, Walter Leitner) Ötziho vesnici. Archeologický park pod širým nebem, jehož cílem je ukázat návštěvníkům život, bydlení a zemědělství v neolitu, v Ötziho době. Součástí je škola přežití. V okolí lokality vzniklo několik turistických zařízení, nejnověji park dravých ptáků.

## Ložiska radonu - lázeňské centrum Umhausen
V devadesátých letech 20. století byla v Umhausenu objevena ložiska radioaktivního vzácného plynu radonu, která vědecky analyzovala zejména Univerzita v Innsbrucku. K tomuto objevu došlo na základě statistických šetření, která odhalila výrazný nárůst výskytu rakoviny plic v Umhausenu: V letech 1970–1991 byl počet úmrtí přibližně čtyřikrát vyšší, než je průměr tyrolské populace. V uzavřených místnostech byly naměřeny extrémně vysoké koncentrace radonu, nejvyšší hodnota byla 274 000 Bq/m³ v červenci 1992, což je více než tisícinásobek doporučené směrné hodnoty 200 Bq/m³. Příčinou těchto extrémních hodnot radonu jsou geologické prvky v kuželu suti ze sesuvu Köfels.
Zdejší prameny s vodou obsahující radon splňují všechny požadavky na léčebu pro chronická revmatická onemocnění a léčbu zmírňující bolest. Zdroje léčivé vody zahrnují přibližně 200 milionů m³ a jsou získávány ze dvou hlubinných vrtů v části Neudorf. Umhausen se smí nazývat Bad Umhausen (lázně Umhausen), i když se to nepoužívá. Bylo vybudováno lázeňské centrum, které se nachází na kopci nad Umhausenem a kromě terapií je zde k dispozici mnoho turistických stezek, horských tras a tras pro horská kola.